# Monte Cristalina S.A.
Monte Cristalina S.A. é uma holding com sede em São Paulo controlada por João Alves de Queiroz Filho, detentor de 67,07% do capital total da empresa.
A Monte Cristalina é a controladora da Igarapava Participações S.A.. alem de deter participações superior a 5% nas seguintes empresas: AUTOTRAC – Comércio e Telecomunicações S.A., Betterware do Brasil S.A. Indústria e Comércio de Utilidades Domésticas, Distribuidora Clean Ltda., Máquina de Notícia S/C Ltda., Megatelecom Telecomunicações S.A., Quimivale Industrial Ltda. e TV Serra Dourada (afiliada ao SBT).